# دنی، فالکرک
دنی (به انگلیسی: Denny) یک شهرک در اسکاتلند است که در فالکرک واقع شده است. دنی ۷٬۹۳۴ نفر جمعیت دارد.